# Helmut Berthold
Walter Helmut Berthold (Lipcse, 1911. április 19. – Lübeck, 2000. szeptember 20.) olimpiai bajnok német kézilabdázó, edző.
Részt vett az 1936. évi nyári olimpiai játékokon, amit Berlinben rendeztek. A kézilabdatornán játszott, amit a német válogatott meg is nyert. A csapat veretlenül lett bajnok és mindenkit nagy arányban győztek le.